# Водоспад Кристал
Водоспад Кристал (ісп. Salto Cristal) — водоспад, що знаходиться у Парагваї і є популярнім місцем у турістів, що полюбляють активний відпочинок. 
Водоспад Кристал схожий на величезні сходи по яким спадають тонни води. Його висота сягає приблизно 70 метрів.